# Regeringen Merkel III
Regeringen Merkel III var Tysklands förbundsregering från den 17 december 2013 till den 14 mars 2018. Regeringen, som bestod av en koalition av de kristdemokratiska partierna CDU och CSU samt socialdemokratiska SPD, offentliggjordes den 15 december 2013. Regeringen tillträdde den 17 december efter att förbundspresidenten Joachim Gauck givit Angela Merkel i uppdrag att bilda ny regering och denna godkänts av Tysklands förbundsdag. Regeringen efterträdde Regeringen Merkel II och efterträddes av Regeringen Merkel IV.
I och med att FDP vid valet 22 september 2013 förlorade sin representation i förbundsdagen, medan CDU och CSU stärktes, avslutades koalitionssamarbetet med FDP (regeringen Merkel II). I stället utformade Angela Merkel sin tredje regering som en så kallad stor koalition, innefattande CDU, CSU och SDP. Koalitionsfördraget bar titeln Deutschlands Zukunft gestalten, ’Utforma Tysklands framtid’.

## Ministrar
| Titel                                                                | Namn | Namn                     | Tillträdde        | Avgick           | Parti |
| -------------------------------------------------------------------- | ---- | ------------------------ | ----------------- | ---------------- | ----- |
| Förbundskansler                                                      |      | Angela Merkel            | 22 november 2005  | 8 oktober 2021   | CDU   |
| Vicekansler                                                          |      | Sigmar Gabriel           | 17 december 2013  | 14 mars 2018     | SPD   |
| Utrikesminister                                                      |      | Frank-Walter Steinmeier  | 17 december 2013  | 27 januari 2017  | SPD   |
| Utrikesminister                                                      |      | Sigmar Gabriel           | 27 januari 2017   | 14 mars 2018     | SPD   |
| Inrikesminister                                                      |      | Thomas de Maizière       | 17 december 2013  | 14 mars 2018     | CDU   |
| Justitie- och konsumentminister                                      |      | Heiko Maas               | 17 december 2013  | 14 mars 2018     | SPD   |
| Finansminister                                                       |      | Wolfgang Schäuble        | 28 oktober 2009   | 24 oktober 2017  | CDU   |
| Finansminister                                                       |      | Peter Altmaier (t.f.)    | 24 oktober 2017   | 14 mars 2018     | CSU   |
| Ekonomi- och energiminister                                          |      | Sigmar Gabriel           | 17 december 2013  | 27 januari 2017  | SPD   |
| Ekonomi- och energiminister                                          |      | Brigitte Zypries         | 27 januari 2017   | 14 mars 2018     | SPD   |
| Arbets- och socialminister                                           |      | Andrea Nahles            | 17 december 2013  | 14 mars 2018     | SPD   |
| Arbets- och socialminister                                           |      | Katarina Barley (t.f.)   | 28 september 2018 | 14 mars 2018     | SPD   |
| Jordbruksminister                                                    |      | Hans-Peter Friedrich     | 17 december 2013  | 17 februari 2014 | CSU   |
| Jordbruksminister                                                    |      | Christian Schmidt        | 17 februari 2014  | 14 mars 2018     | CSU   |
| Försvarsminister                                                     |      | Ursula von der Leyen     | 17 december 2013  | 17 juli 2019     | CDU   |
| Familje-, äldre-, kvinno- och ungdomsminister                        |      | Manuela Schwesig         | 17 december 2013  | 2 juni 2017      | SPD   |
| Familje-, äldre-, kvinno- och ungdomsminister                        |      | Katarina Barley          | 2 juni 2017       | 14 mars 2018     | SPD   |
| Hälso- och sjukvårdsminister                                         |      | Hermann Gröhe            | 17 december 2013  | 14 mars 2018     | CDU   |
| Minister för trafik och digital infrastruktur                        |      | Alexander Dobrindt       | 17 december 2013  | 24 oktober 2017  | CSU   |
| Minister för trafik och digital infrastruktur                        |      | Christian Schmidt (t.f.) | 24 oktober 2017   | 14 mars 2018     | CSU   |
| Miljö-, byggande- och kärnkraftssäkerhetsminister                    |      | Barbara Hendricks        | 17 december 2013  | 14 mars 2018     | SPD   |
| Utbildnings- och forskningsminister                                  |      | Johanna Wanka            | 14 februari 2013  | 14 mars 2018     | CDU   |
| Minister för ekonomiskt samarbete och utveckling                     |      | Gerd Müller              | 17 december 2013  | 14 mars 2018     | CSU   |
| Minister med särskilda uppgifter och chef för Förbundskanslerämbetet |      | Peter Altmaier           | 17 december 2013  | 14 mars 2018     | CDU   |